# 高信義
高信義（1942年3月4日—2009年7月20日），皮膚科醫生，揭發1970年代末在中臺灣的米糠油中毒事件，也大幅捐款幫助弱勢兒童。

## 生平

### 進入醫界
高信義生於1942年3月4日，高雄人。其父親高十三維政商界鉅子家庭，後依歸基督教成為牧師，更曾於戰後擔任彰化基督教醫院董事，家產全投入贊助設置四十間教會。
高信義畢業於高雄中學、台北醫學院，醫生生涯最早是彰化基督教醫院內科主任，後受到高仁愛資助出國進修，就讀倫敦大學皮膚研究所，回國後調任彰基皮膚科主任，娶彰化基督教醫院第七任院長阮德茂長女阮慧貞為妻。
彰基著名的故事有連瑪玉「切膚之愛」，也是1970年代中臺灣唯一有皮膚科的醫院。一次，高信義因婉拒想抹除刺在大腿上前男友名字的待嫁少女，而以「切膚之愛」之名上了新聞。

### 米糠毒油
1970年代中期，食用油在臺灣需要正殷，但政府供應黃豆配價高於市價、收購沙拉油價格又低於市價、畜牧事業不發達導致榨油副產品豆粕、豆粉少，但稻米年產量在二百五十萬噸以上，遂有廠商開始以稻米副產品的米糠榨油。1974年夏，彰化縣溪湖鎮彰水路的彰化油脂企業開始以日產四十至五十噸之脫脂米糠及黃豆粉菜子粉供應。製造一道步驟是將裝設有毒的多氯聯苯的不鏽鋼管子浸於油中，藉加熱鋼管達到脫臭的目的。此工廠出品的油以米糠油為主，銷售地區主要是中臺灣一帶，對於一些需油量較高的團體，如工廠、學校餐廳，會兜售大桶的食用米糖油，價格便宜。當時正逢1978年6月起，惠明盲校的美國資助完全中斷，西德方面的援助不足，開始經費不足。彰化油脂米糖油賣給神岡鄉的豐香油行，再賣到大雅鄉惠明盲校、興發工業公司、潭子鄉慶陽紡織、神岡鄉愛王工業公司等團體及一般用戶。
1979年6月，彰基收到各自鹿港鎮及秀水鄉的信，其一述說全家八口罹患怪異皮膚病，另封則有老師反映學校多人出現類似青春痘的嚴重症狀。高信義覺事態有異，當日奔往秀水鄉找到寄信求助者，除見其家人臉部、手腳都呈黑褐色，連飼養豬隻也長滿青春痘似的疙瘩，直覺怪病的起因不是水質有問題，就是來自食用油。他透過媒體大量宣導後，為怪病所苦的大雅鄉惠明盲校師生，連同鄉內兩家工廠員工也來彰基看診。高信義建議他們將團體伙食的食油、食米、用水送衛生局檢驗。
1979年9月11日，衛生署藥物食品檢驗局會同省衛生處、台中縣衛生局一同去豐香油行會驗。21日，衛生署抽採彰化油脂企業的熱交換媒體以供檢驗，在食油中檢出多氯聯苯。豐香油行負責人得知明明有毒後，依然繼續出售，造成更多人中毒。10月13日，日本毒物學家大井玄至臺灣作實地調查，表示此次再臺灣引起的構造比日本還毒，無藥可治，但可減輕，並將方法面授台中縣衛生局局長陳運紅和高信義。此次受害在臺灣有二、三千人以上，台中方面有一千四百七十九人，其中女性佔百分之五十三點七，年齡分佈情況，則以十歲至二十歲的中毒者為最多。 擔任惠明學校校長的陳淑靜也是受害者，師生也全都中毒。當時擔任盲校老師的柯燕姬，晚年就受其症所苦。盲校院生陳昭考，中毒之後滿臉傷疤，好不容易學了按摩，誰知因臉太難看，沒有人願意讓他服務，最後只跳樓自殺，連遺照都沒有。因毒素會遺傳給下一代，高醫師回憶在中毒地區問卷調查、勸患者出面登記好接受政府免費醫療時，曾遭到民眾拿鋤頭追打，並罵要害他女兒嫁不出去嗎。衛生主管機關眼見問題越來越大，而中臺灣僅彰基有皮膚科，因此12月21日指定台大、榮總內科、皮膚科醫師，與高信義合組成醫療小組，針對此症免費為患者進行治療。衛生署在原省立彰化醫院一樓設門診中心，並責成中國醫藥學院在鹿港文武廟開辦油症門診。
高信義還遭油脂業者恐嚇、派人偷抱其三歲幼子，幸虧保母機警呼救才搶回。他為此八年內出庭作證近百次，為患者說話，因此當選1979年全國好人好事代表、1985年入選省社會處十步芳草光輝錄。但彰化油脂因負責人陳存頂死亡，公司轉讓，導致無法索賠，僅豐香油行負責人劉坤光在1987年6月22日宣判要賠五千七百多萬元。雖法院判決每人依中毒程度可獲賠廿到五十萬元，但《民法》規定請求賠償和執行的最高時效是十年，拖延後沒有任何病患拿到賠償金。
高信義從彰基離職後，選在彰化市開業，與縣議員林滄敏等人創辦了家扶中心，而且還設立永久認養人。高信義花七十萬元認養了七名小孩，捐款數百萬興建家扶中心大樓。2000年4月16日，全國八十九年度優秀扶幼楷模，高信義獲選。

### 一度病危
2000年11月17日，高信義感冒咳嗽加劇，呼吸急促，而到彰基掛急診，由院長黃昭聲斷定心肌梗塞，指示馬上進行心導管手術。12月13日，心跳突然停止，經四十多次電擊，才救回，此時心肌已百分之四十壞死，呼吸非常微弱，不僅得裝上體外循環機，也只有換心才有活命希望。次日凌晨，轉送到台大醫院，準備接受人工心臟植入術，但打開胸腔後才發現心臟主動脈剝離，不能裝置人工心臟，只好改作繞道手術，須儘快換心，否則命將不保。
台大醫院外科加護病房柯文哲指出，高信義由於依賴體外循環過久及主動脈剝離出現併發症，以致凝血機能不佳，26日出現大腸內出血，緊急送開刀房止血，唯有緊急換心才能避免繼續惡化。身為高信義小學及高雄中學同學的施明德，在27日與陳朝容、林進春、張世良、洪性榮召開記者會呼籲社會大眾，響應器官捐贈。
由於高信義知名度高，傳有植物人家屬願簽具同意書捐出活體心臟。但高信義婉拒，說植物人也是人，不忍因他而傷害另一個生命。
阮慧貞回憶丈夫體內曾大出血，每天失血至少上萬西西，來把大腸全部切除才控制住，因無心臟可換，必須冒險讓他的心臟重新自然跳動，幸而手術順利，高信義的心臟還有功能，卻也病危了好幾次，如注射顯影劑當場休克，也曾一天吐出二千西西膽汁、連吐了一個多星期，後來又發生小腸出血，經八小時手術把小腸切除才止血，並曾因腳踝褥瘡危及生命，在加護病房一待就是半年多。2001年4月初，高信義拿掉呼吸器，5月初出加護病房，旋因感染出血即重回，直到6月中旬才轉到普通病房，經三個月休養才回彰化。

### 重新開業
2003年，雙腿萎縮的高信義坐著輪椅在彰化市重新開業。次年9月，他發現有兩歲娃娃皮膚病求診，才知多氯聯苯餘毒已禍延到第三代。
為紀念已辭世的岳父阮德茂，高信義和連襟鄭光人發起成立音樂河社福協會，定期在彰化市舉辦音樂會、演講，請育幼院、教養院貧困兒童吃飯，於2008年4月26日核准。當年，高信義受家府中心全體委員推崇為榮譽主任委，此時他已捐款累計超過三千萬元。
2009年7月20日，高信義在彰基病逝。